# Brachionycha sphinx
Brachionycha sphinx là một loài bướm đêm trong họ Noctuidae.